# Neobidessus
Neobidessus es un género de coleópteros adéfagos de la familia Dytiscidae. 

## Especies
- Neobidessus alvarengai	Young 1982
- Neobidessus atomus	(Guignot 1957)
- Neobidessus ayapel	Young 1982
- Neobidessus bokermanni	Young 1982
- Neobidessus bolivari	Young 1982
- Neobidessus bordoni	Young 1982
- Neobidessus confusus	Young 1982
- Neobidessus hylaeus	Young 1977